# Jake Clemons

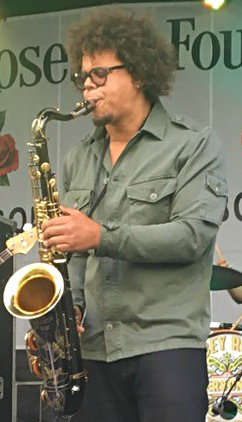
Jake Clemons

Jake Clemons (27 februari 1980) is een Amerikaanse muzikant en componist. Sinds 2012 is hij saxofonist bij de E Street Band, de begeleidingsband van Bruce Springsteen. Hij werd hiervan lid na de dood van de oorspronkelijke saxofonist van deze band, zijn oom Clarence Clemons. Jake Clemons speelt naast saxofoon diverse andere instrumenten, zoals piano en drums, en maakte deel uit van het achtergrondkoor bij diverse tournees van Springsteen.
Clemons volgde aan de Virginia Governor's School for the Arts een opleiding jazzmuziek. 
Behalve met Springsteen trad Clemons op met Eddie Vedder, Roger Waters, The Swell Season en The Roots. hij heeft ook een eigen band en brengt eigen albums uit.